# Am Kleewoog von Gräfenhausen
Das Naturschutzgebiet Am Kleewoog von Gräfenhausen ist ein Naturschutzgebiet in den Gemarkungen Arheilgen der kreisfreien Stadt Darmstadt sowie Gräfenhausen, Gemeinde Weiterstadt im Landkreis Darmstadt-Dieburg, Südhessen. Es wurde mit Verordnung vom 14. November 1985 mit einer Fläche von 20,89 Hektar ausgewiesen und am 31. Oktober 1994 in der Abgrenzung ergänzt.

## Lage
Das Naturschutzgebiet liegt im Naturraum Untermainebene – Hegbach-Apfelbach-Grund zwischen Gräfenhausen, Wixhausen, Arheilgen und Weiterstadt, westlich von Arheilgen. Es gehört zum nördlichsten Teil des Forstes „Teufelshölle“. Im Süden grenzen Waldflächen des Landschaftsschutzgebietes „Stadt Darmstadt“ an, ansonsten ist es von landwirtschaftlichen Flächen umgeben.

## Schutzzweck
Das Schutzgebiet ist ein ehemaliges Kiesabbaugelände mit angrenzenden Waldteilen. Durch die Unterschutzstellung soll die entstandene Wasserfläche mit ihrer Umgebung aus Trockenbiotopen und Kiefern-Eichen-Mischwald als Lebensraum für in ihrem Bestand gefährdete Tiere und Pflanzen erhalten werden. Sie ist als Rastplatz für Wasservogelarten zu sichern und zu entwickeln.

## Beschreibung
Auf dem ehemaligen Kiesgrubengelände in der westlichen Hälfte des Naturschutzgebietes befindet sich eine wassergefüllte Großgrube mit steilen und reich strukturierten Ufern. Dieser See „Kleewoog“ ist ca. 180 m lang und ca. 180 m breit und hat eine Wasserfläche von etwa 3,3 ha. Außerdem gibt es mehrere kleine Gruben, die dicht mit Röhricht und Weiden zugewachsen sind. Etwa die Hälfte der Fläche nimmt ein etwa 100jähriger Kiefern-Eichen-Mischwald beziehungsweise Schafschwingel-Heidekraut-Moos-Kiefernwald ein. Der Boden besteht aus entkalkten sauren Sanden des Darmstädter Flugsandgebietes. Durch den Wald verläuft von Nordwesten nach Südwesten eine ehemalige Flutrinne, in der Stickstoff zeigende Kräuter wachsen.

## Flora und Fauna
Im Gebiet kommen Pflanzen der Sand- und Ruderalflora vor. Das Gelände ist Brut- und Rastgebiet für zahlreiche, auch bestandsbedrohte Vogelarten. Buntspecht, Grünspecht und Schwarzspecht wurden beobachtet. Zahlreiche Insektenarten sind nachgewiesen worden. Zum Schutz der Amphibien und Reptilien wurde an der nahegelegenen Weiterstädter Straße eine Amphibienschutzanlage angelegt.

## Beeinträchtigungen
Beeinträchtigt wird die Ruhe im Naturschutzgebiet durch den Betrieb auf der Startbahn West am Flughafen Frankfurt Main sowie durch einen benachbarten Schießstand.

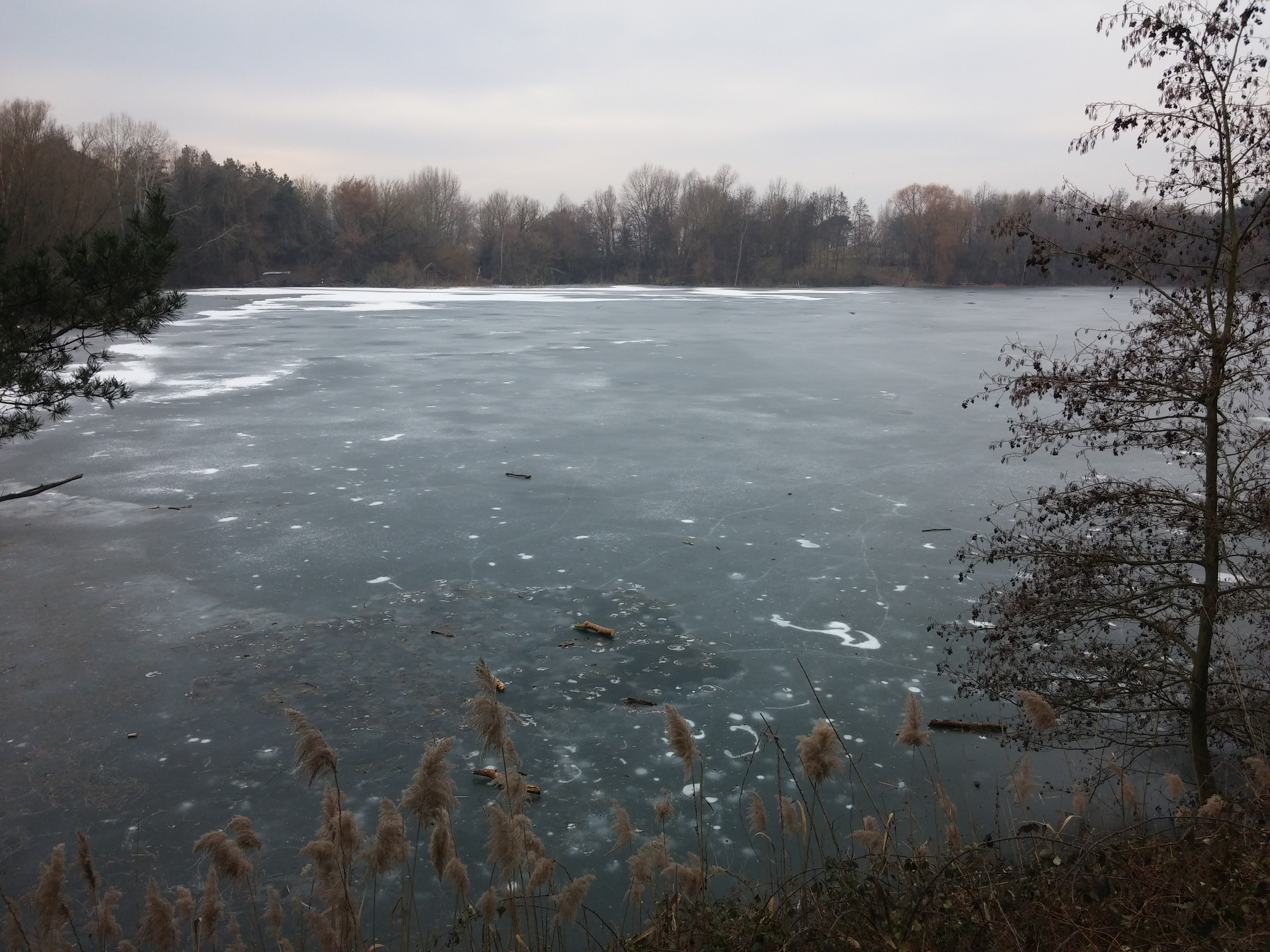
Kleewoog im Winter

- Siehe auch Liste der Naturschutzgebiete in Darmstadt